# Diou (Mali)
Diou is een gemeente (commune) in de regio Sikasso in Mali. De gemeente telt 3500 inwoners (2009).
De gemeente bestaat uit de volgende plaatsen:
- Cissingué
- Diou
- Korokoundougou